# Great Barford
Great Barford est une paroisse civile et un village du Bedfordshire, en Angleterre.
Elle se trouve sur la rivière Great Ouse, à la référence de grille TL129523. Il est jumelé avec Wöllstein, en Allemagne. Le village est contourné par la route A421, très fréquentée, qui relie la M1, près de Milton Keynes, à l'A1, près de St Neots.
Le village est connu pour son église All Saints, avec une tour du 15e siècle, et son pont tout aussi ancien. Les environs et les bâtiments historiques en font une destination privilégiée pour le canoë, la pêche à la ligne et les pique-niques. Renhold et Blunham figurent parmi les localités voisines.